# Onze-Lieve-Vrouw-Koningin-der-Hemelenkerk
De Onze-Lieve-Vrouw-Koningin-der-Hemelenkerk, Koningin der Hemelenkerk of Kapel van Onze-Lieve-Vrouw Koningin Der Hemelen (Frans: Église de Notre-Dame Reine des Cieux of Chapel de Notre-Dame Reine des Cieux) is een kerkgebouw in de Belgische gemeente Watermaal-Bosvoorde in het Brussels Hoofdstedelijk Gewest. De kerk staat aan de Heiligenborre in het zuiden van de gemeente in Bosvoorde. Ongeveer 250 meter naar het westen staat het Bischoffsheimkasteel.
Het kerkgebouw is gewijd aan Maria Koningin.

## Geschiedenis
In 1956 werd het kerkgebouw gebouwd naar het ontwerp van architect Jan Windels.

## Gebouw
Het kerkgebouw is opgetrokken onder één paraboolvormig dak, gebouwd op een bouwlaag hoge bakstenen muur. De voorgevel boven de bakstenen muur bestaat uit een grote glaswand, terwijl de achtergevel geheel gesloten is.